# Capelleta de Sant Rafael
La Capelleta de Sant Rafael és una obra de la Ràpita (Montsià) protegida com a Bé Cultural d'Interès Local.

## Descripció
Fornícula al parament d'un edifici de tres pisos, a l'altura del primer, al costat d'un balcó corregut, tocant la casa veïna. Té un arc de mig punt i està emmarcada amb fusta.
La imatge, de guix policromat, representa el sant arcàngel portant un peix i un bastó.

## Història
Aquesta imatge va ser restituïda després de la guerra civil.